# FORDEC
FORDEC oder FOR-DEC ist ein Akronym und bezeichnet eine Methode zur strukturierten Entscheidungsfindung, die vor allem in der Luftfahrt angewandt wird. Entwickelt wurde sie von Mitarbeitern des Deutschen Zentrums für Luft- und Raumfahrt mit der Einführung von Crew-Resource-Management-Trainings für Piloten und Flugbegleiter. Das FOR-DEC-Modell stellt im deutschsprachigen Raum die aktuelle Lehrmeinung in Bezug auf Entscheidungsfindungsprozesse in der Luftfahrt dar. FORDEC ist aber auch eine praxisbewährte Methode zur Entscheidungsfindung bei Krisenstäben. Mit dieser Methode kann in Extremsituation (Notfälle, Krisen) eine strukturierte Arbeitsweise sichergestellt werden.

## Übersicht
Die Buchstaben des Akronyms bezeichnen die einzelnen Schritte, die zur Entscheidungsfindung führen und bedeuten im Einzelnen:
| Facts            | Welche gesicherten Fakten liegen vor?                               |
| Options          | Welche Handlungsoptionen gibt es aktuell?                           |
| Risks & Benefits | Welche Risiken und welche Chancen liegen (pro Handlungsoption) vor? |
| –                |                                                                     |
| Decision         | Welche Handlungsoption wird ausgewählt?                             |
| Execution        | Ausführung der gewählten Handlungsoption                            |
| Check            | Führt die ausgewählte Handlungsoption zum gewünschten Ziel?         |

Der Bindestrich „–“ trennt die Phasen der Situationsanalyse vom restlichen Entscheidungsprozess. Er symbolisiert quasi einen kurzen Moment des Innehaltens, bevor die favorisierte Option umgesetzt wird. Dieser Moment kann in Situationen, in denen es auf eine sehr präzise Situationsdiagnose ankommt, verhindern, dass durch Hektik oder starke Vorannahmen (s. u.) wichtige Elemente übersehen werden.
Es wird angenommen, dass Entscheidungen robuster gegen vorschnelle Impulse und Gefühlseinflüsse sind, wenn sie nach dieser metakognitiven Regel getroffen werden. In dynamischen Situationen könnte allerdings auch ein Nachteil dadurch entstehen, dass manche Entscheider ohne Zeitgefühl versuchen, immer die „optimale“ Lösung zu finden. Wenn in zeitkritischen Situationen Handlungsdruck vorliegt, sollte zunächst eine Option gewählt werden, die die Sicherheitslage steigert und möglichst weitere Zeitreserven bringt. Aktuell findet FOR-DEC hauptsächlich im Luftverkehr und in der Medizin Anwendung. Das Prinzip der strukturierten Entscheidungsfindung ist allerdings universell anwendbar.

## Arten
FOR-DEC kann sowohl bei individuellen Entscheidungen als auch bei Gruppenentscheidungen im Team verwendet werden. In zeitkritischen Situationen ist jedoch die Bearbeitungstiefe der ersten drei Phasen (FOR) limitiert. Unter Zeitdruck besteht das primäre Ziel darin, eine sicherheitsdienliche Lösungsoption zu finden und anzuwenden, um eine akute Krisensituation zu überbrücken. Eine absolut bestmögliche Entscheidung zu finden und umzusetzen ist dabei nicht entscheidend, sondern dass unmittelbar ein Weg gefunden wird, um eine mögliche Krise zu verhindern. Schadensbegrenzung ist hier das Hauptziel. Spielt dagegen bei Problemlösungen der Zeitfaktor eine untergeordnete Rolle, kann durch eine stärkere Bearbeitungstiefe der Entscheidungsprozess optimiert werden. Um ein Optimum zu erreichen, kann eine sorgfältigere Situationsanalyse und ein umfangreicheres Abwägen von Möglichkeiten und Risiken stattfinden.

## Relevanz
Bei intuitiven Entscheidungsfindungen spielen zwei Mechanismen – auch Heuristiken – eine übergeordnete Rolle: Similarity Matching und Frequency Gambling. Diese Entscheidungsheuristiken ermöglichen schnelle, automatisierte Entscheidungen und Handlungen. Dabei werden jedoch Informationen aus der aktuellen Situation vernachlässigt. Stattdessen wird aus dem eigenen Erfahrungsschatz geschöpft und auf eine möglichst gute Übereinstimmung mit bisherigen Erfahrungen gebaut. Komplexe und ungewohnte Situationen fallen aus dem Raster und führen überzufällig häufig zu Fehlentscheidungen.
Dem Ansatz der menschlichen Zuverlässigkeit zufolge steigt die Wahrscheinlichkeit für Fehler bei der Arbeit abhängig vom Zeitdruck, der Komplexität der Arbeitsaufgabe und der Vertrautheit mit der Situation, exponentiell an. So liegt die geschätzte Fehlerhäufigkeit bei einfachen Routineaufgaben bei ca. 1 zu 1000. Wenn dagegen komplexe Aufgaben in ungewohnten Situationen unter Zeitdruck bearbeitet werden sollen, passieren durchschnittlich in drei von zehn Fällen Fehler. Dieser Befund spricht für eine hohe Bedeutung von Situationsfaktoren für das Auftreten von menschlichen Fehlern.
Das Cockpit Human Factor Research Project der Deutschen Lufthansa beschreibt vier Quellen von Fehlern: technische Probleme (z. B. Ausfall eines Systems), betriebsbedingte Probleme (z. B. Zeitdruck), soziale Konflikte und menschliche Fehler. Die Grundlage für fast 40 Prozent aller Fehler im Luftverkehr ist eine Kombination aus betriebsbedingten Fehlern, sozialen Konflikten und menschlichen Fehlern. Die restliche Varianz wird durch die übrigen 14 Kombinationsmöglichkeiten der Fehlerquellen erklärt. Nur fünf Prozent aller Fehler beruhen ausschließlich auf menschlichen Fehlern. Erst bei akutem Stress durch Zeitdruck oder Unsicherheit erhöht sich die menschliche Fehlerrate drastisch. Wenn Fehler durch andere Crew-Mitglieder nicht ausgeglichen werden, da die Zusammenarbeit im Team nicht funktioniert, kann das katastrophale Folgen haben. Dies entspricht den Ergebnissen von Bubb, die besagen, dass Zeitdruck, Komplexität und Neuheit zu mehr Fehlern führen.
FOR-DEC dient zur Situationsanalyse und somit dazu, eine Struktur in gegebenenfalls Neues und Komplexes zu bringen. Die Situationsanalyse verhindert, dass einfache Heuristiken wie Similarity Matching und Frequency Gambling eine Entscheidung determinieren. Stattdessen wird gezielt die Sachlage analysiert und auf Basis dieser Fakten werden Optionen und Risiken abgewogen.

## Möglichkeit als Intervention
FOR-DEC-Training führte bei erfahrenen Piloten zu einer signifikanten Besserung in ihren Entscheidungsfindungsfähigkeiten. Es stellte sich die Frage, die dieser Effekt erreicht werden konnte und ob die Erkenntnisse auf andere Personengruppen übertragbar sind.
Goeters führte 2002 eine Längsschnittstudie an 17 Berufspiloten durch. Das Versuchsdesign bestand aus drei Phasen: Prä-Phase mit Kompetenzerhebung, Intervention und Post-Phase mit erneuter Kompetenzerhebung. Nach der Intervention waren die Piloten besser darin, Probleme zu analysieren: Sie sammelten mehr Fakten und generierten mehr Handlungsoptionen. Auch Risikoabwägung und Ergebnisevaluation – vor der Intervention kaum vorhanden – nahmen deutlich zu.
Die Intervention bestand aus dem Training von Führungskompetenz, Kommunikationsfähigkeit, Kooperation und Entscheidungsfindung – letzteres wurde besonderes intensiv geschult, da hier der größte Handlungsbedarf bestand. Dabei nutzte Goeters FOR-DEC als Modell zum Strukturieren von Entscheidungen. Faktensammeln, Optionen generieren, Risikoabwägung und Ergebnisevaluation sind Teilschritte von FOR-DEC. Nach der Intervention wurden diese Schritte viel häufiger umgesetzt.
Die Piloten aus Goeters Studie schnitten beim Treffen von Entscheidungen am schlechtesten ab. Die Intervention in Goeters Studie bestand aus einem CRM-Training (Crew-Ressource-Management-Training), in das FOR-DEC eingebettet war. Außer dem Modell zur strukturierten Entscheidungsfindung wurden Führungskompetenz, Kooperation und situative Aufmerksamkeit trainiert. Das Letztgenannte beinhaltet die Wahrnehmung des Kontexts und des Zeitdrucks, von dem die mögliche Bearbeitungstiefe der Situationsanalyse abhängt.
Sowohl Führungskompetenz als auch Kooperationsfähigkeit erleichtern die soziale Interaktion. Eine gute soziale Interaktion vereinfacht wiederum Gruppenentscheidungen („Decision“) und die gemeinsame Umsetzung („Execution“) der Entscheidung. Offene Forschungsfragen sind, ob der Transfer und Erfolg von FOR-DEC-Interventionen davon abhängt, ob soziale Kompetenzen Teil der Intervention sind.
Vor die eigentliche Intervention war eine Awareness phase (engl. Bewußtmachungssphase) geschaltet. Die Piloten wurden über die Häufigkeit und Umstände von menschlichem Fehler bei Flugunfällen aufgeklärt. Dadurch sollte die Relevanz individueller Trainingsmaßnahmen, die den Anteil des menschlicher Fehlers verringern, betont werden.
Realitätsnahe und authentische Fallszenarien und Übungskontexte sind entscheidend für die Akzeptanz und den Erfolg von FOR-DEC-Interventionen. In der beschriebenen Längsschnittstudie wurden den Piloten während der FOR-DEC Übungsphase realistische Flugszenarien mit Störfällen in schriftlicher Form vorgelegt. Dies diente als erster Schritt, um mit FOR-DEC vertraut zu werden. In weiteren Übungen wurde auf die einzelnen Stadien von FOR-DEC eingegangen: Die Piloten erstellten eine Checkliste, anhand derer sie die Fakten abprüfen konnten und durchliefen ein Training zum divergenten Denken, um möglichst viele Handlungsoptionen generieren zu lernen. In einem dritten und letzten Schritt kamen die Piloten in kleinen Gruppen zusammen und analysieren Krisensituationen, die sie in ihrer bisherigen Laufbahn selbst erlebt hatten.
Sechs Monate nach der Intervention zeigten sich immer noch deutliche Verbesserungen in der Problemlösungskompetenz der Piloten im Flugsimulator - ein Fakt, der dafür spricht, dass FOR-DEC langfristig in eigene Problemlösungsstrategien integriert wurde.
Bei der erfolgreichen Vermittlung von FOR-DEC wurden zwei psychologische Prinzipien genutzt: Die Betonung der persönlichen Relevanz (Hold-Faktor) dient dazu, das Interesse zu wecken und die Teilnehmer zu motivieren, sich für den Lerninhalt zu öffnen. Das praxisnahe Training mit Fallbeispielen und eigenen Erlebnissen erhöht die Wahrscheinlichkeit von Transfer. Diese Prinzipien sind allgemeingültig und können auf verschiedene Lerninhalte angewendet werden. Bisher gibt es allerdings noch keine Forschung dazu, ob FOR-DEC mithilfe von praxisnahem Training und Hold-Faktoren für andere Personengruppen als Piloten nutzbar gemacht werden kann.
Defizite in der Entscheidungsfindung haben aber nicht nur Piloten, sondern Menschen im Allgemeinen. Wir werden von einer Vielzahl von Heuristiken und Biases beeinflusst. Bei der Situationsanalyse gibt es eine Tendenz, die Wichtigkeit von den Fakten zu überschätzen, mit denen man vertraut ist. Augenfällig ist, dass was bereits in der Vergangenheit aufgetreten ist, die Basis für spätere Entscheidungen bildet. Dies stellt eine starke Selektion der vorhandenen Fakten dar. Das Kriterium der Selektion ist hierbei unbewusst. Durch FOR-DEC soll das Akquirieren von Fakten und die darauf aufbauenden Entscheidungsschritte bewusst und willentlich steuerbar gemacht werden.